# Pont du Garigliano
Il Pont du Garigliano è un ponte di Parigi che attraversa la Senna. Prende il nome dalla battaglia di Garigliano, vicino a Montecassino, combattuta dalle truppe francesi nel giugno 1944, avvenuta in Italia nel corso della seconda guerra mondiale.

## Locazione
Il ponte di Garigliano collega Boulevard Martial-Valin, nel quartiere di Javel (XV arrondissement), con il quartiere di Auteuil (XVI arrondissement). Si trova a pochi passi dalla sede di France Télévisions e dall'Ospedale Georges Pompidou.

## Trasporti
- Stazione Tram: Pontu du Garigliano (Linea T3 (rete tranviaria di Parigi))
- Stazione Metrò: Exelmans (metropolitana di Parigi) (Linea 9 (metropolitana di Parigi)), Balard (metropolitana di Parigi) (Linea 8 (metropolitana di Parigi))
- Stazione RER: Boulevard Victor - Pont du Garigliano (RER C
- Stazione Bus: Linee PC1, 22, 42, 72, 88 e 169.

## Caratteristiche
Il ponte è stato realizzato in metallo ed è formato da tre arcate, rispettivamente di 58 m, 93 m e 58 m, e due piloni che lo sorreggono. È il ponte più alto di Parigi, a circa 11 m dal livello della Senna, tanto da farne un popolare luogo di suicidi come avvenne nel 2006 per Boris Fraenkel